# Hedysarum turcicum
Hedysarum turcicum (солодушка турецька) — вид рослин родини бобові (Fabaceae), ендемік Туреччини.

## Морфологія
Багаторічна рослина 4–12 см заввишки, вкрита білими волосками. Стебла відсутні або дуже короткі, нерозгалужені, майже прямостійні або висхідні, міцні, циліндричні, жолобчасті. Листки довжиною 4–8 см, з 1–2(3) парами листочків; листочки плоскі, зеленувато-сірі вгорі, сіруваті внизу, густіше білі волосисті знизу, ніж зверху, зазвичай яйцеподібні-еліптичні, субкулясті чи яйцюваті, від округлих до гострих на верхівці, 5–20 × 4–15 мм, черешки завдовжки 1–3.5 см. Суцвіття головчасте або довгасте, завдовжки до 5 см, шириною 2–3 см, спочатку досить щільні, пізніше подовжені. Чашечка дзвінчаста, 10–14 мм завдовжки, зеленуватого кольору, біло-волосата. Віночок білий або іноді дуже блідо-рожевий спочатку, коли сухий стає зеленувато-жовтим до коричневого, майже в два рази довше, ніж чашечка. Зав'язь лінійна, з густо притиснутими волосками. Стручки 4.5–5.5 × 3.5–4.5 мм, без поперечних ребер.
Час цвітіння: травень і червень. Час плодоношення: липень і серпень.

## Поширення, біологія
Ендемічний вид для Внутрішньої Анатолії відповідно до поточної інформації про розповсюдження. Надає перевагу мергельним степам приблизно від 1200 до 1400 метрів.